# 謎河
是一部2014年的美國奇幻新黑色電影，由賴恩·高斯寧執導、監製和編劇，這是他第一次執導的電影。本片主演是克莉絲汀娜·韓翠克絲、茜爾莎·羅倫、伊恩·德·卡斯泰克、馬特·史密斯、賓·曼迪臣、芭芭拉·斯蒂爾和伊娃·曼德絲。主要攝影於2013年5月6日在底特律開始。本片在2014年康城影展的一種注目單元中首映，並於2015年4月10日在美國上映。

## 演員
- 克莉絲汀娜·韓翠克絲 飾 Billy
- 伊恩·德·卡斯泰克 飾 Bones
- 茜爾莎·羅倫 飾 Rat
- 馬特·史密斯 飾 Bully
- 賓·曼迪臣 飾 Dave
- 伊娃·曼德絲 飾 Cat
- 赫達·卡特伯（英语：Reda Kateb） 飾 出租車司機
- 芭芭拉·斯蒂爾 飾 奶奶
- Torrey Wigfield 飾 Face
- 羅布·扎布瑞奇基（英语：Rob Zabrecky） 飾 MC
- Landyn Stewart 飾 Franky

## 製作
2013年5月，在密芝根州底特律的共濟會會所拍攝場景。

## 外部連結
- 互联网电影数据库（IMDb）上《Lost River》的资料（英文）
- 爛番茄上《謎河》的資料（英文）